# Sinfonietta (Janáček)
Sinfonietta is een werk voor groot orkest uit 1926 van de Tsjechische componist Leoš Janáček. Het was zijn enige werk in het genre symfonie of afgeleiden daarvan zoals de sinfonietta. Het werd een van zijn bekendste werken, maar ook zijn laatste orkestrale werk.

## Geschiedenis
Janáček kreeg aan het eind van zijn leven de geest op het gebied van componeren te pakken. Bijna al zijn belangrijke werken kwamen in zijn laatste levensjaren tot stand, zoals zijn operas, maar ook dit instrumentaal werk. Het is geschreven voor een turnfestival dat georganiseerd werd door de vereniging Sokol. Een beweging -  Janáček was vanaf zijn jeugdjaren lid - speelde een belangrijke rol in de Tsjechische onafhankelijkheid. De stad van Janáček Brno speelde in de Donaumonarchie een twijfelachtige rol en met name het raadhuis van en de berg nabij die stad. Daar vonden onder meer martelingen en executies plaats. Na de onafhankelijkheid van Tsjecho-Slowakije op 28 oktober 1918 vond Janáček dat zijn stad Brno zich losrukte van het verleden en opbloeide.
Als inspiratiebron voor het begin en slot van het werk vond de componist de fanfares, die hij hoorde bij zijn muze Kamila Stösslová in Písek. Bijzonder aan het werk is dan ook dat het opent en afsluit met een fanfare door 13 koperblazers (9 trompetten, 2 bastrompetten, 2 tenortuba's) en pauken. De eerste uitvoering vond plaats op 26 juni 1926 onder leiding van Václav Talich in Praag, op diezelfde avond vond de eerste uitvoering van zijn gigantische Glagolitische Mis plaats. Het werk kreeg ook als titel Militaire Sinfonietta of Sokol Festival mee.

## Delen
Het werk is verdeeld in vijf delen met een klassieke aanduiding en een hint waar het deel over gaat:
1. Allegretto; Fanfare
2. Andante; het kasteel van Brno
3. Moderato; het koninklijke klooster
4. Allegretto; de straat leidende naar het kasteel
5. Andante con moto; raadshuis.

### Orkestratie
- 4 dwarsfluiten (4de ook  piccolo), 2 hobo’s (2de ook Engelse hoorn), 1 Es-klarinet, 2 klarinetten, 1 basklarinet, 2 fagotten
- 4 hoorns, 9 C-trompetten, 3 F-trompetten, 2 bastrompetten, 4 trombones, 2 tenortuba’s, 1 tuba
- pauken, buisklokken, bekkens, harp,
- violen, altviolen, celli, contrabassen

De C-trompetten, bastrompetten en tenortuba’s spelen alleen tijdens de opening en het slot. De solo voor de piccolo vond men lange tijd onmogelijk om te spelen, doch de techniek laat de laatste jaren toe het te spelen zoals het origineel bedoeld is (als vervanging werd het vaak een octaaf lager gespeeld). Ook de slag met het bekken kent variaties, soms in de ene maat, soms in een ander; er is in het gehele werk echter slechts maar 1 slag op dat instrument.

## Discografie
Het werk is talloze keren vastgelegd op de plaat. Een opname die langere tijd de “standaard” was, was een opname van Charles Mackerras (Janáček-specialist) met het Wiener Philharmoniker uit maart 1980 in de Sofiensaal te Wenen; uitgebracht door Decca Records.

## Media
Het slot van deze Sinfonietta is door toedoen van Keith Emerson ook de popmuziek binnengeslopen. Hij bewerkte voor de platen van Emerson, Lake & Palmer nogal eens een klassiek werk en gebruikte het slot als opening van Knife-edge (album Emerson, Lake & Palmer).
Haruki Murakami's boek 1Q84 begint met de beschrijving van de Sinfonietta, die op dat moment klinkt uit de radio van een taxi. De populariteit van het boek in Japan heeft geleid tot een stijgend verkoop van de Sinfonietta.